# Pedraza de Alba
Pedraza de Alba település Spanyolországban, Salamanca tartományban. Pedraza de Alba Larrodrigo, Valdecarros, Gajates, Santiago de la Puebla és Alaraz községekkel határos. Lakosainak száma 220 fő (2024).

## Népesség
A település népessége az elmúlt években az alábbi módon változott:
| Lakosok száma | 290  | 285  | 275  | 259  | 254  | 253  | 239  | 235  | 218  | 220  |
|               | 2001 | 2004 | 2007 | 2009 | 2012 | 2014 | 2017 | 2019 | 2022 | 2024 |